# Tư thế quan hệ tình dục
Danh sách các tư thế quan hệ tình dục này mô tả các tư thế quan hệ tình dục và các hành vi tình dục khác của con người. Các hành vi tình dục thường được mô tả bằng các tư thế của người tham gia khi thực hiện. Alfred Kinsey đề xuất sáu tư thế chính. Vì số lượng tư thế là vô số, danh sách này không thể là đầy đủ.
Danh sách này chủ yếu mô tả các tư thế quan hệ, còn các lợi ích, tác hại, sự ảnh hưởng sức khỏe, sự lây nhiễm và các khía cạnh khác không được mô tả hoặc mô tả một cách sơ sài. Để tìm hiểu các khía cạnh này xin đọc các bài tương ứng được đề cập trong từng phần. Một vài người có thể có thái độ ghê tởm, không chấp nhận được, hoặc thích thú, tôn sùng đối với vài tư thế.

## Những quy ước về tên gọi
Không có một tiêu chuẩn chung duy nhất được đồng thuận để đặt tên cho các tư thế tình dục. Những cuốn sách y khoa thường có khuynh hướng sử dụng những thuật ngữ rất chung chung, kiểu "tư thế nam ở bên trên" và "tư thế nữ ở bên trên", hay các thuật ngữ La tinh như coitus more ferarum ("quan hệ tình dục theo kiểu các loài thú"). Vì thế, chúng không mang nhiều ý nghĩa trong việc định rõ những tư thế tình dục chính xác. Những thuật ngữ được sử dụng trong những cuốn sách về tình dục thông thường thường dùng những tên kỳ quặc và khác biệt lẫn nhau. Một số biệt ngữ trong sách báo khiêu dâm được sử dụng rất rộng rãi và thường rất đặc trưng. Những thuật ngữ được lựa chọn dưới đây được lấy từ các nguồn đó, nhưng thuật ngữ thường được sử dụng nhất sẽ được sử dụng bất cứ khi nào thích hợp.

## Các tư thế quan hệ tình dục đường âm đạo hoặc hậu môn
Trong các tư thế được mô tả dưới đây, người cho (penetrating partner) sẽ đưa dương vật vào âm đạo hoặc hậu môn của người nhận (receiving partner). Người cho có thể là nam hoặc nữ mang dương vật giả. Người nhận có thể là nữ (dùng âm đạo hoặc hậu môn) hoặc nam (dùng hậu môn).

### Người chophía trên và đối diện vớingười nhận
Tư thế thông thường này trong tiếng Anh được gọi là tư thế truyền giáo (missionary). Trong tư thế này, hai người đối diện nhau. Người nhận nằm ngửa, hai chân dang ra; người cho nằm phía trên. Tư thế này và các biến thể sau đây chủ yếu được dùng trong quan hệ đường âm đạo, tuy nhiên một số biến thể có thể được dùng trong quan hệ đường hậu môn.

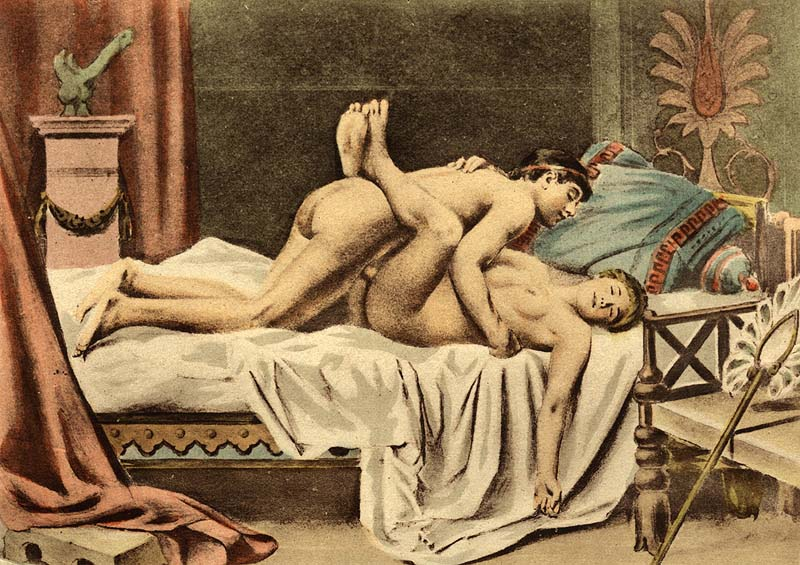
Tư thế truyền giáo

- Người cho đứng phía trước người nhận và dang chân ngang cạnh giường hoặc bàn.[2] Hai chân người nhận giơ thẳng lên trên hoặc tựa vào người cho. Tư thế này đôi khi được gọi là kiểu Bướm. Người cho có thể quỳ gối.
- Người nhận nằm ngửa. Người cho đứng và nâng hông của người nhận lên để đưa dương vật vào. Một biến thể khác là người nhận tựa hai chân lên vai của người cho.
- Kiểu bình thường xâm nhập từ bên cạnh – biến thể của thâm nhập kiểu bình thường; bạn tình cho thâm nhập từ bên cạnh; người cho quỳ và cho dương vật vào từ bên cạnh.
- Cho dương vật vào khi bạn tình chống tay vào ghế – người nhận tiếp nhận dương vật từ phía dưới; chân nhấc lên; người cho cho dương vật vào từ phía trên, giữ chân bạn tình.
- Peace Sign – người nhận nằm dưới, chân hơi khép chặt lại.
- Kỹ thuật thẳng hàng – biến thể của kiểu thông thường, người cho ở tư thế bình thường và cử động nhẹ nhàng lên phía trước làm phần đáy dương vật cọ xát vào âm vật.
- The stopperage – ấn bắp đùi người nữ.
- Tư thế mở rộng – người nhận giơ thẳng chân lên cao, mở rộng.
- Kiểu bạch tuộc – biến thể của kiểu Bướm, người nhận nằm đặt chân lên vai người cho.
- Đặt chân lên vai – người cho quỳ, người nhận nằm đặt chân lên vai người cho.

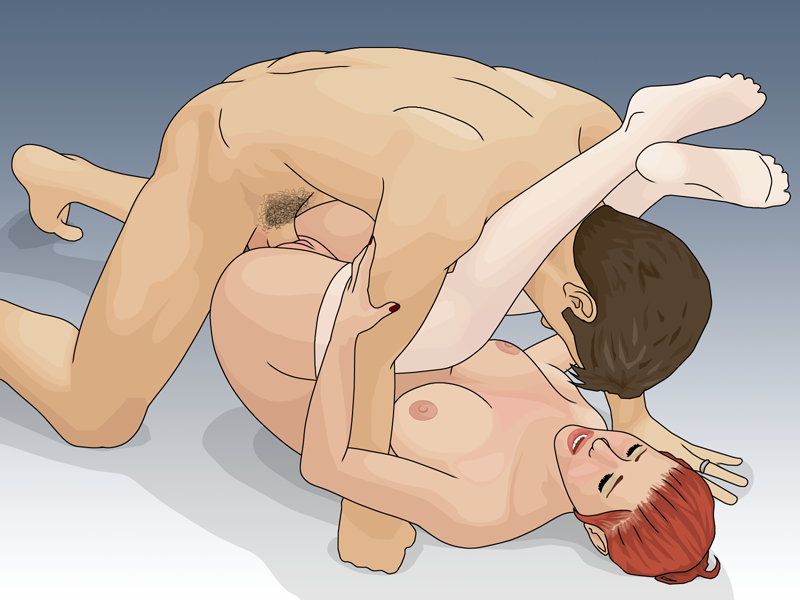

### Người cho phía sau người nhận
Hầu hết các tư thế dạng này có thể được dùng trong quan hệ đường âm đạo hoặc đường hậu môn.
- Kiểu chó – người cho đưa dương vật vào từ phía sau, người nhận quỳ bằng cả tay và chân, thân song song mặt sàn. Người cho có thể nắm tóc của người nhận để làm điểm tựa và dễ điều khiển.

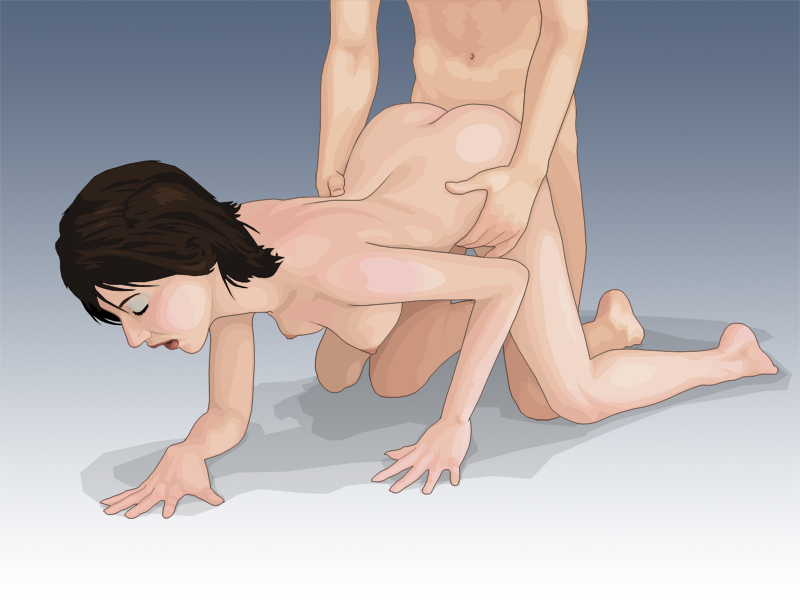
Tư thế kiểu chó

- Một biến thể của kiểu chó là người nhận chúi xuống phía trước, người cho có thể nâng hông của mình lên để có thể đưa dương vật vào sâu nhất.
- Ếch – biến thể của kiểu cừu; người cho nhấc cao hông trên người nhận để thâm nhập sâu nhất.
- Kiểu chó đứng thẳng – biến thể của kiểu chó; người nhận quỳ thẳng thân.
- Đại bàng xòe cánh – người nhận nằm cúi mặt, chân duỗi mở rộng; người cho ở trên. Cũng gọi là kiểu nhện.
- Kiểu úp thìa – cả hai nằm úp vào nhau theo cùng chiều; người cho đưa dương vật vào từ phía sau.

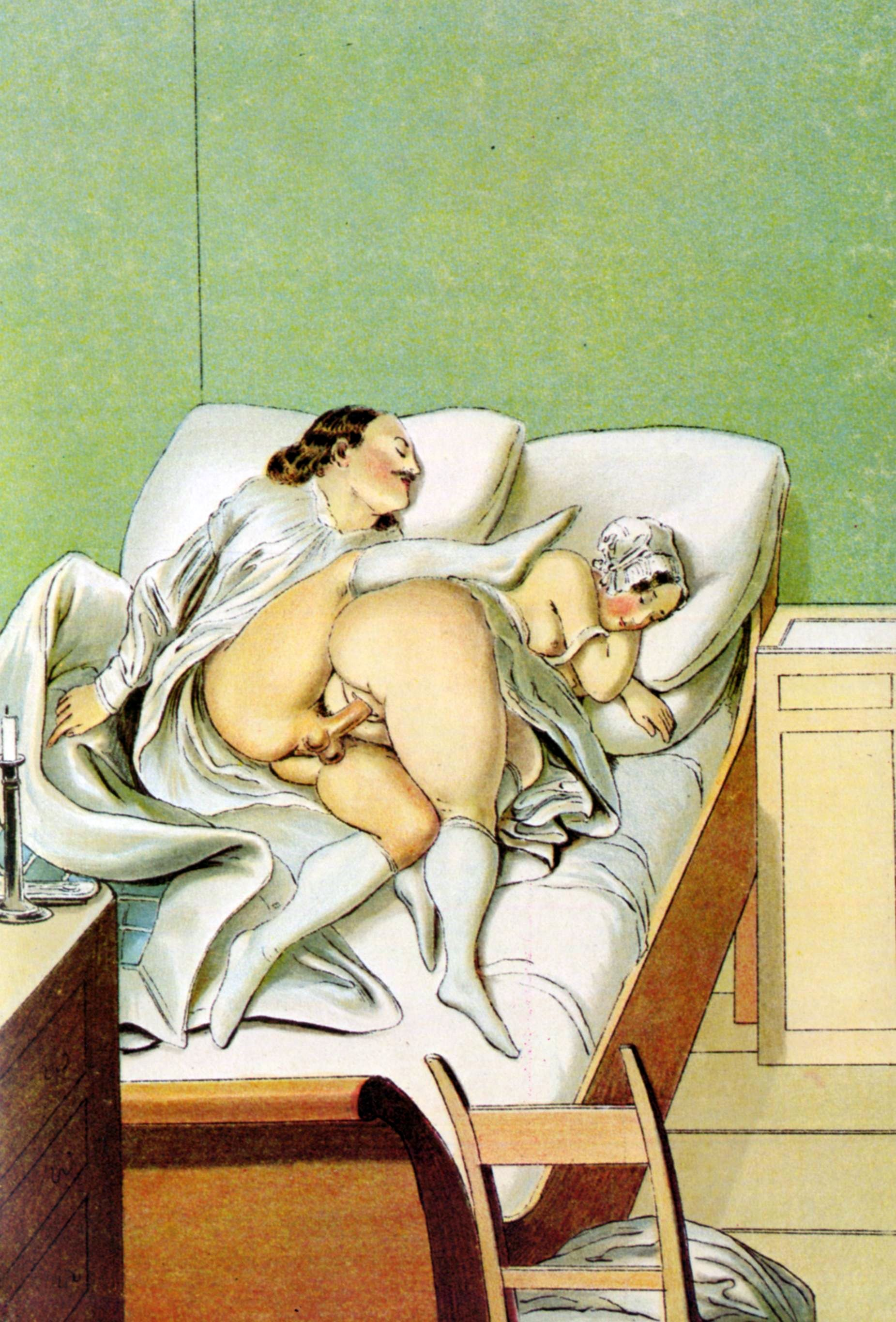
Trong tư thế úp thìa, hai người cùng xoay về một hướng.

- Ngược của kiểu peace sign – biến thể kiểu peace sign, người nhận nằm úp mặt, đầu gối tì vào nhau.
- Kiểu truyền giáo xoay ngược[3] – người nhận nằm úp mặt, chân duỗi/khép, người cho cho dương vật vào khi bạn tình nằm ép bụng (gây nên kích thích mạnh vào tinh hoàn người cho, người cho có thể cọ xát làm kích thích âm vật người nhận).[4]
- Kiểu lạc đà – người nhận nằm nghiêng chân duỗi về phía trước. Người cho quỳ dạng chân (như đang cưỡi ngựa) ở dưới hông, vì thế có thể cho vào âm đạo hay hậu môn. Thích hợp để dễ có thai hay với những người quá cân. Thực tế, một bên thường dễ cho thâm nhập vào hơn bất kỳ tư thế nào khác.

### Người nhận phía trên
Hầu hết các tư thế dạng này có thể được dùng cho quan hệ đường âm đạo hoặc đường hậu môn.
- Người cho nằm ngửa; người nhận ngồi trên người người cho quay mặt về phía nhau. Người nhận ngồi có thể kích thích người cho bằng cách di chuyển cọ xát từ trước ra sau. Đôi khi tư thế này được gọi là tư thế cô gái cao bồi (cowgirl, nếu người nhận là nữ) hoặc chàng trai cao bồi (cowboy, nếu người nhận là nam).

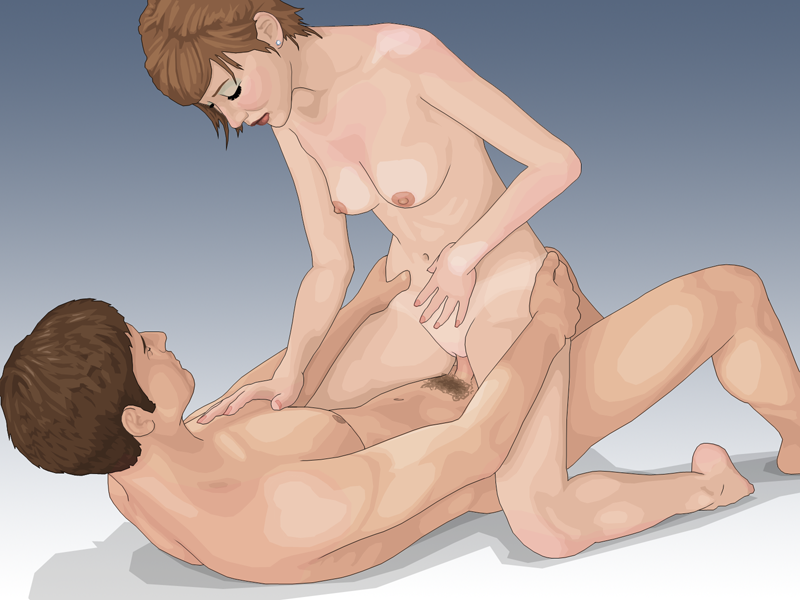
Vị trí Cowgirl

- Tương tự như trên, người cho nằm ngửa, người nhận ngồi trên người của người cho nhưng quay ngược lại, người nhận có thể kích thích người cho bằng tư thế này. Một lợi thế khác là người cho có thể quan sát thân người người nhận từ phía sau, và nhiều người coi đây là cách kích thích có hiệu quả.
- Đèn treo kiểu Ý – biến thể của kiểu trên; người nhận ở trên, uốn cong lưng; chống tay xuống đất; người cho nằm dưới.
- Cô gái cao bồi ngang – người cho nằm ngửa; người nhận ban đầu ngồi trên người người cho và không đối mặt, sau đó nằm xuống trên người người cho.

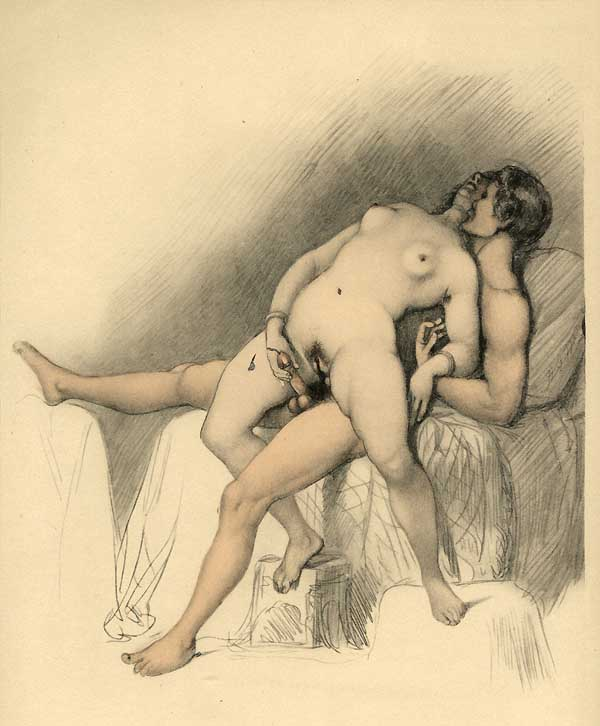
Cô gái cao bồi ngang

- Cô gái cao bồi châu Á – người cho nằm ngửa; người nhận ngồi xổm (không quỳ) trên người người cho hướng mặt vào nhau.
- Kiểu ngang ngược – biến thể của kiểu trên; người nhận nằm trên, mặt úp, thân thấp; người cho ở dưới.
- Kiểm soát hoàn toàn – nếu eo người cho không đủ thon, người nhận (trong khi người cho đã thâm nhập đầy đủ và lưng uốn cong) có thể tì gối vào lưng người cho, nhờ thế tăng thêm lực thâm nhập cho người cho. Theo tư thế này người cho đặc biệt phải nằm im, và người nhận kiểm soát quá trình quan hệ. Sau đó việc quan hệ tình dục được tiến hành nhờ việc người người nhận nghiêng về phía sau rồi tiến ra phía trước cọ xát với người cho. Kiểu này gây kích thích mạnh cho người nhận.[5]

### Ngồi và quỳ
Hầu hết các tư thế dạng này có thể được dùng cho quan hệ đường âm đạo hoặc đường hậu môn.

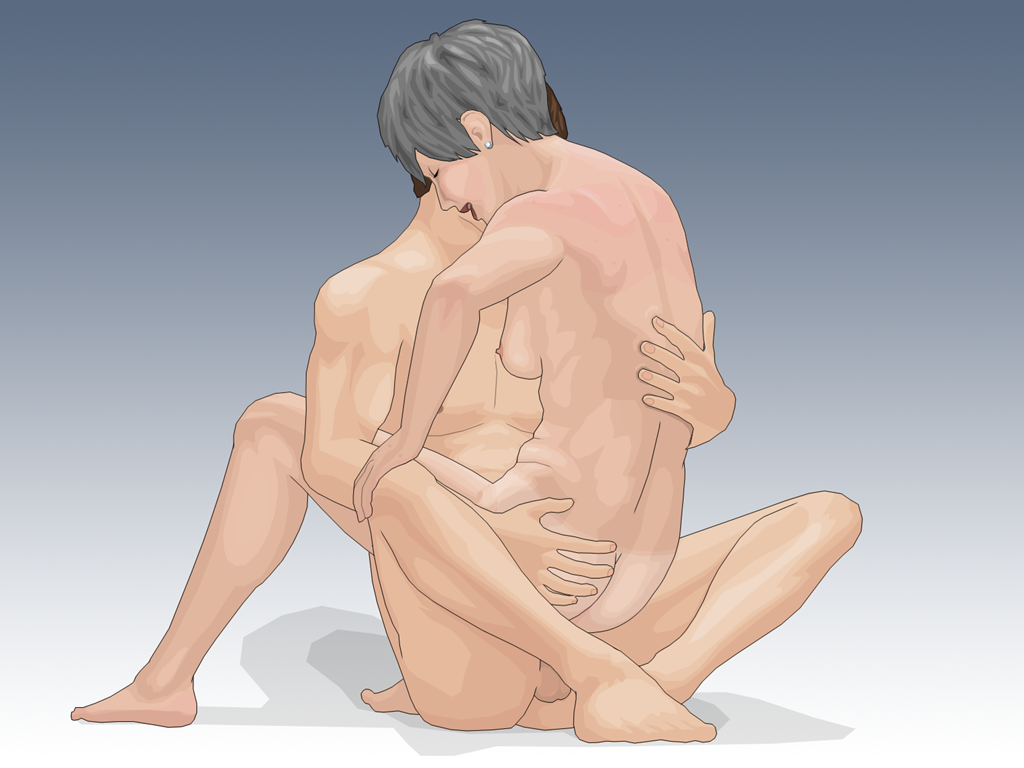

- Quan sát – biến thể của kiểu Cô gái cao bồi; người cho ngồi trên một cái ghế, người nhận ngồi đối mặt; cũng gọi là Lap dance.
- Ghế bành – biến thể của kiểu Quan sát; người nhận ngồi trong một cái ghế; người cho quỳ phía trước người nhận.
- Ong đen – người cho ngồi, chống tay ra đằng sau xuống sàn; người nhận ngồi trên, tay đặt lên vai.
- Đồ đạc – người nhận ngồi trên cạnh đồ, chân duỗi thẳng; người cho đứng. Người nhận tựa hay ngồi vào cạnh đồ - ghế sofa, cạnh quầy, giường v.v... và duỗi thẳng chân. Người cho đứng hay quỳ, tùy theo độ cao của đồ, tay giữ chân người nhận. Ở tư thế này, người cho có thể điều chỉnh góc thâm nhập từ trên hay dưới để kích thích ở mức độ cao nhất. Tư thế này người cho có góc quan sát tốt khi thực hiện hành động.
- Thuyết phục con nợ – người cho quỳ; người nhận nằm ngửa, bàn chân đặt trên vai người cho.
- Chơi đàn violon cell – người nhận nằm ngửa, bàn chân đặt trên vai người cho; người cho quỳ cho thâm nhập từ phía sau; cũng gọi là Chơi đàn violon.
- Cầu hôn – người nhận quỳ, chân để về một bên; người cho quỳ, một chân chống đất.
- Split level – người nhận nằm dưới, chân ôm quanh người người cho; người cho quỳ.

### Đứng
Hầu hết các tư thế dạng này có thể được dùng cho quan hệ đường âm đạo hoặc đường hậu môn. Trong tư thế đứng cơ bản, hai người đứng xoay mặt vào nhau. Sau đây là các biến thể:
- Đứng và ôm – người cho đứng, ôm người nhận; người nhận quàng chân quanh người cho chỗ eo và tay ôm cổ.

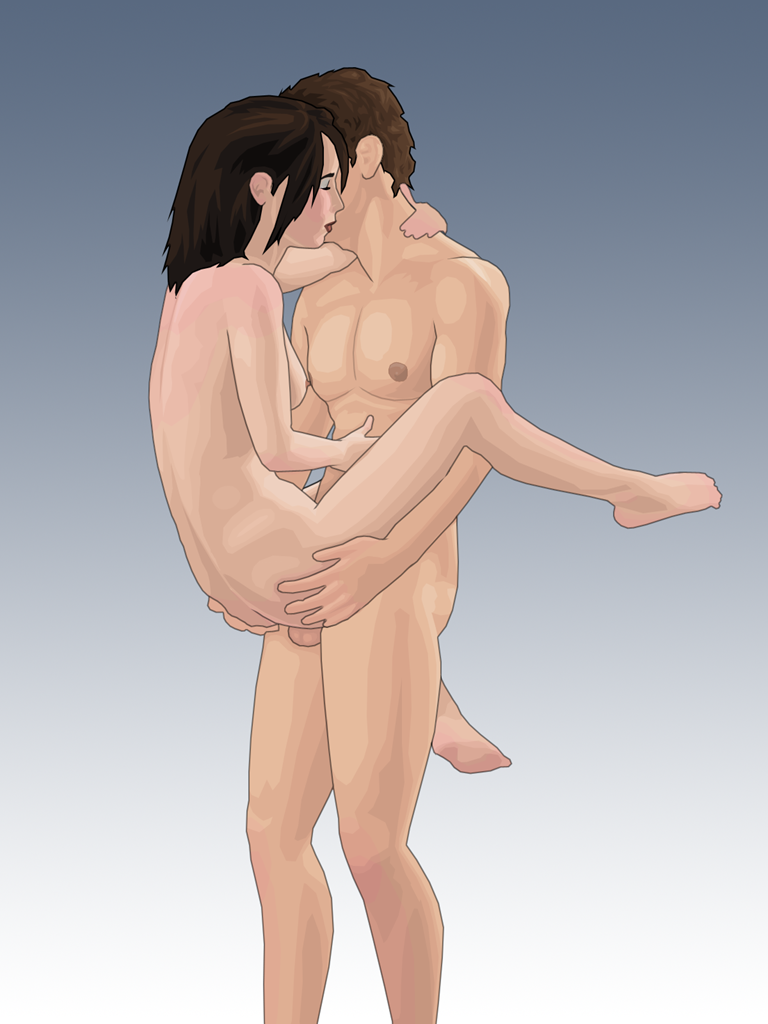

- Đứng – cả hai đứng tựa vào nhau. Cũng gọi là "knee-trembler".
- Xe cút kít – người cho cho dương vật vào ở tư thế đứng; người nhận nằm ngửa được người cho giữ nhấc chân; cũng gọi là 'Hút bụi sàn' hay 'Kiểu máy hút bụi'.
- Gót chân cao – một số phụ nữ cẩn thận lựa chọn độ cao gót chính xác để bạn tình có thể cho thâm nhập dễ dàng từ phía sau, khi cả hai đang đứng. Khi theo kiểu đối mặt thường cần hỗ trợ bằng giày cao gót để có độ cao thích hợp nhất.
- Harvey Wallbanger – biến thể của kiểu đứng và ôm, người nhận ép lưng vào tường hay một mặt phẳng đứng nào khác.
- Threading the needle – người nhận đặt cả hai tay và một chân trên sàn. Người cho đứng đằng sau với một chân người nhận đặt trên vai, hay chân đặt vòng quanh hông. Người cho kiểm soát quá trình giao hợp. Tư thế này cũng có thể thích hợp với tình dục đường hậu môn.

### Những tư thế thuận lợi để thụ thai hoặc tránh thai
Mọi tư thế đều có thể dẫn đến có thai nếu tinh dịch dính vào vùng âm đạo. Làm tình bằng miệng không bao giờ làm có thai. Tuy nhiên nếu bất cẩn, tinh dịch dính vào tay hoặc thân và dính vào vùng âm đạo. Nữ ở tuổi dậy thì thường có khả năng có thai cao. Vài người tin rằng có những tư thế làm khả năng thụ thai cao hơn nhưng không có tư thế nào hiệu quả trong việc tránh thai. Xem bài tránh thai.

### Những tư thế khi mang thai
Mục đích là để tránh sức ép quá mạnh vào bụng và ngăn cản việc đưa dương vật vào sâu. Một số tư thế dưới đây là thường thấy trong thời gian mang thai.

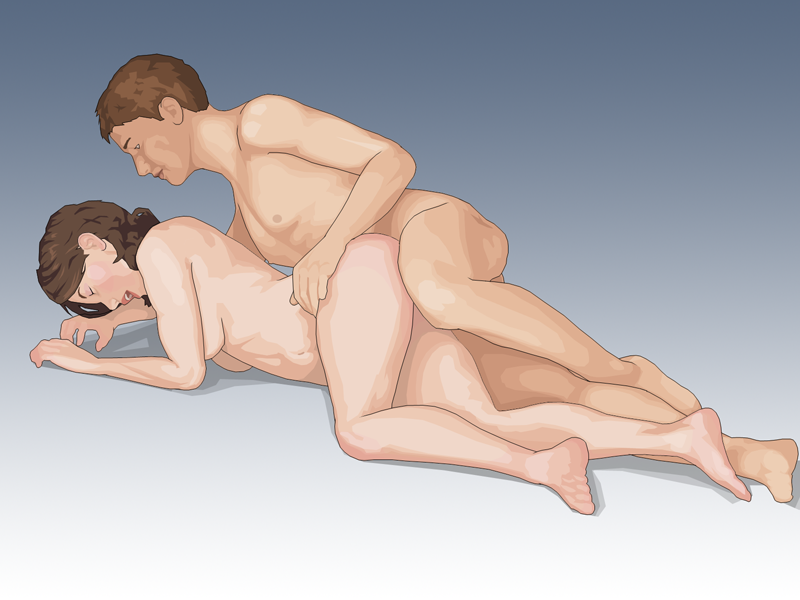

- Truyền giáo (cần cẩn thận)
- Úp thìa

- Kiểu cừu
- Phụ nữ nằm trên
- Kiểu duỗi chân
- Cưỡi lạc đà (xem ở trên)

### Các tư thế ít gặp hơn
Các tư thế này mới hơn, và có lẽ không được biết nhiều hay không được thực hiện nhiều như các tư thế ở trên.
- Chéo – người nhận nằm dưới; người cho ở trên vuông góc.
- NASCAR – biến thể của kiểu Chéo; người nhận ngồi trên giường, người cho nằm ngiêng, vuông góc.
- Đầu đuôi – người cho nằm ngửa, chân duỗi; người nhận nằm ngửa phía trên, chân duỗi; hai người hướng mặt về hai phía.
- Tư thế T hình vuông – người nhận nằm đầu gối co chân dạng, người cho nằm bên vuông góc với người nhận, hông người cho bên dưới chỗ chân uốn cong của người nhận. Tư thế thích hợp ở thời kỳ mang thai.

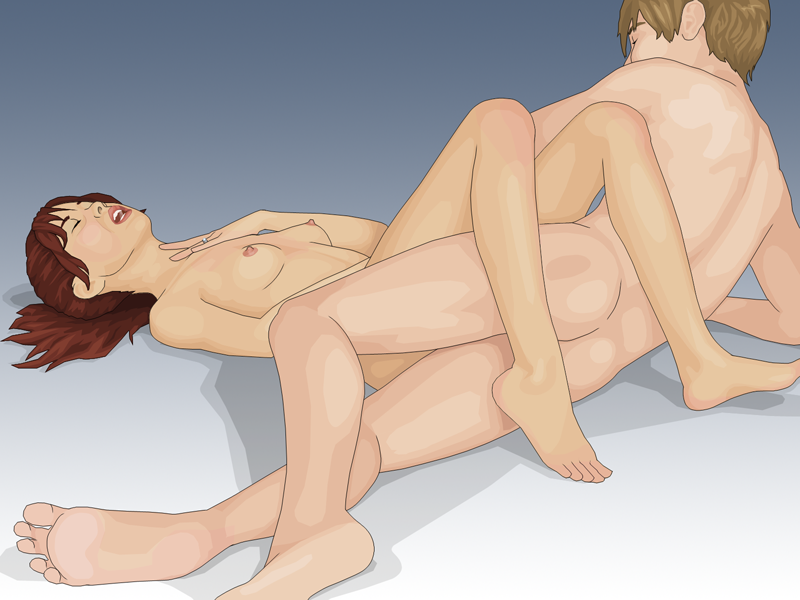

- Xích đu – người cho ở dưới; người nhận quỳ cả tay và chân, mặt ngửa lên.
- K – người cho và người nhận đều nằm ngửa, đầu ngược nhau; đặt chân lên vai nhau (dùng nó để giữ chặt nhau) tạo thành kiểu một chữ K viết hoa.
- Khoan dầu – người nhận nằm chống khuỷu lưng tựa vào giường hay đi văng chân khoanh về phía đầu. Người cho đứng kiểu cưỡi ngựa và cho thâm nhập từ tư thế đứng. Kiểu này cũng được coi là Hydraulic Jackhammer hay the Pile Driver.
- Tư thế thứ bảy của Vườn hương thơm là một kiểu ít thấy và không được miêu tả trong những cuốn sách về tình dục cổ. Phụ nữ nằm nghiêng. Người cho đối diện, dạng chân, nhấc đùi người nhận gập vào khuỷu tay hay vai mình. Một số cuốn sách tham khảo coi tư thế này là "dành cho người làm xiếc và không nên làm thử thực sự",[6] một số người cho rằng nó rất dễ chịu, đặc biệt ở thời kỳ mang thai.

### Dùng dụng cụ hoặc thiết bị
Hầu hết các hành vi tình dục được thực hiện trên giường hoặc trên mặt phẳng của bàn ghế. Khi có nhiều đồ đạc hỗ trợ, số tư thế cũng nhiều hơn. Những đồ đạc thông thường có thể được sử dụng. Nhiều kiểu đồ vật gợi tình và những dụng cụ khác như xà đu cũng có thể làm việc làm tình khác lạ hơn.

## Các tư thế quan hệ tình dục bằng miệng
Làm tình bằng miệng chỉ việc dùng miệng để kích thích bộ phận sinh dục. Làm tình bằng miệng có thể dùng để khởi động trước khi quan hệ, trong khi hoặc sau quan hệ hoặc chỉ làm tình bằng miệng thôi. Liếm dương vật chỉ việc làm tình bằng miệng cho nam và liếm âm hộ chỉ việc làm tình bằng miệng cho nữ bất kể người thực hiện là nam hay nữ. Hai người có thể cùng làm tình bằng miệng cho nhau đồng thời. Tư thế này gọi là tư thế 69, trong Kama Sutra được gọi là tư thế bầy quạ (congress of crow). Các từ butt licking, rimming, anal-oral sex, rimjob, tossing the salad được dùng để chỉ việc kích thích hậu môn bằng miệng.

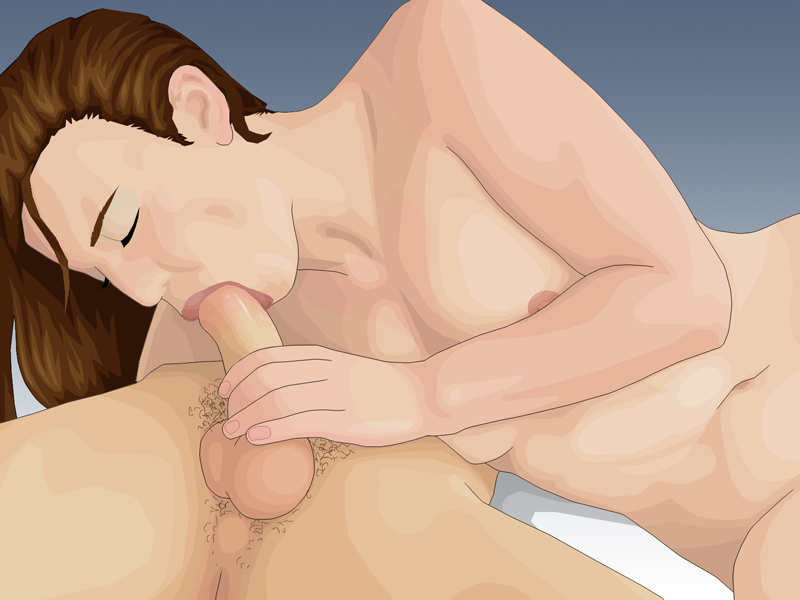

## Các tư thế quan hệ tình dục không thâm nhập

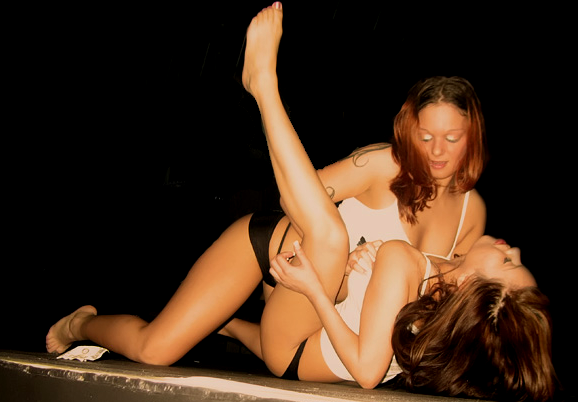
Tư thế tình dục của hai người nữ.

Tình dục không thâm nhập (non-penetrative sex hoặc frottage) được dùng để kích thích trước khi quan hệ hoặc để tránh quan hệ đường âm đạo hoặc hậu môn. Có rất nhiều cách để thực hiện tình dục không thâm nhập, vài cách có làm hoặc không làm cực khoái.

### Dùng hai bộ phận sinh dục cọ xát vào nhau
- Frot là kiểu tình dục sinh dục nam-nam; cũng được gọi là đấu kiếm, 'wiener smackin', cọ dương vật, đấu dương vật, bumping dicks, cock2cock, the Princeton rub,... Hai người đàn ông cọ xát dương vật vào nhau tới khi cả hai cùng đạt cực khoái, thường khi đang hôn nhau.

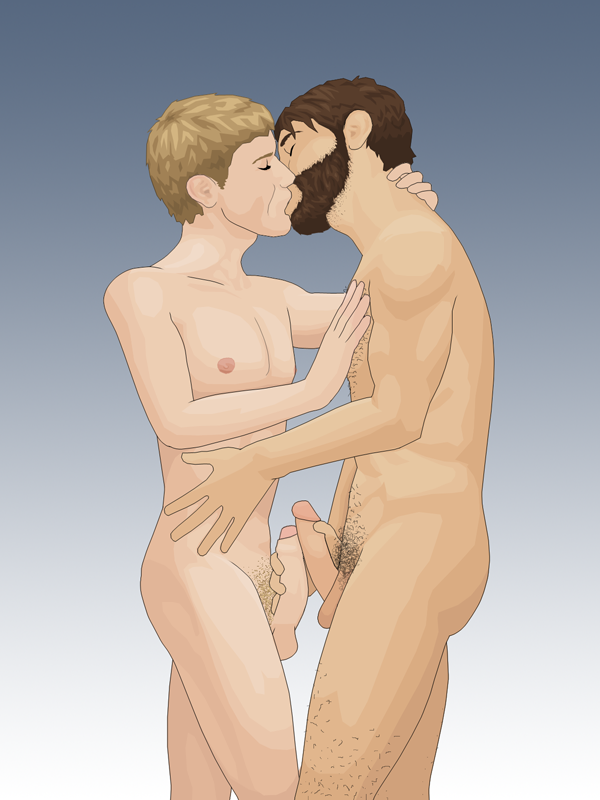

- Tribadism hoặc tribbing – hai người nữ dùng hai âm hộ cọ xát vào nhau.

 Tư liệu liên quan tới Sinh hoạt tình dục nữ-nữ tại Wikimedia Commons

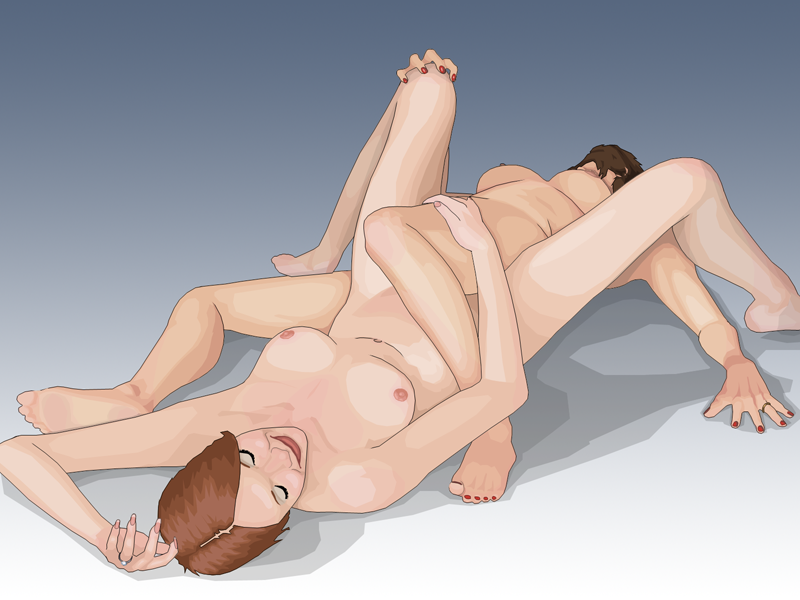

- Docking – thực hiện tình dục không thâm nhập bằng cách đưa đầu dương vật vào bên trong lớp da quy đầu của bạn tình không cắt da quy đầu.

### Thủ dâmlẫn nhau

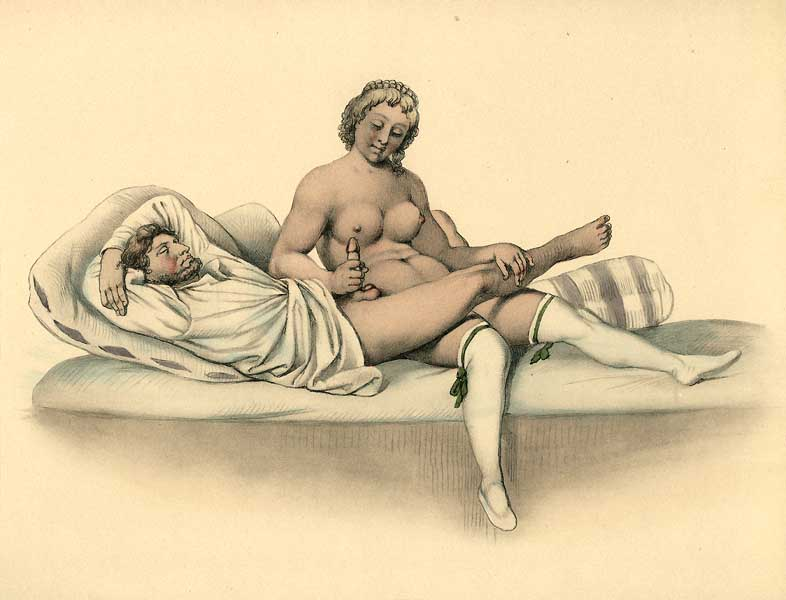
Người nữ thủ dâm hoặc khởi động bằng tay cho người nam.
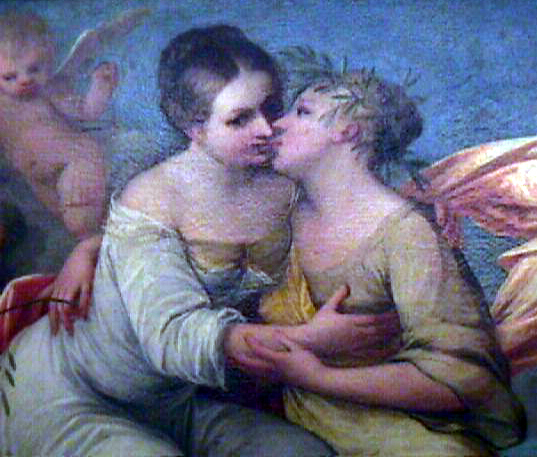
Hai người nữ thủ dâm cho nhau bằng tay.

## Các tư thế quan hệ tình dục khác
- Cho ngón tay vào âm đạo hoặc hậu môn.

- Shocker – dùng một bàn tay cho vài ngón tay vào âm đạo và vài ngón khác vào hậu môn của người nữ.
- Female shocker – dùng ngón cái cho vào hậu môn và các ngón còn lại kích thích tinh hoàn của người nam.
- Fisting – cho toàn bộ bàn tay vào âm đạo hoặc hậu môn. Việc này cần thả lỏng và dầu bôi trơn nhiều. Thường thì bàn tay không tạo thành nắm mà ngón cái đặt giữa ngón giữa và ngón trỏ. Kích thích hậu môn bằng cách này có thể cực kỳ nguy hiểm và còn có thể nguy hiểm đến tính mạng nếu làm rách niêm mạc ruột.

## Các tư thế quan hệ tình dục tập thể
Có thể sử dụng nhiều kiểu kết hợp khác nhau. Làm tình nhóm không có nghĩa là tất cả người tham gia đều tiếp xúc với nhau đồng thời. Chỉ vài tư thế có thể thực hiện với ba người hoặc nhiều hơn.

## Các tư thế quan hệ tình dục ở động vật

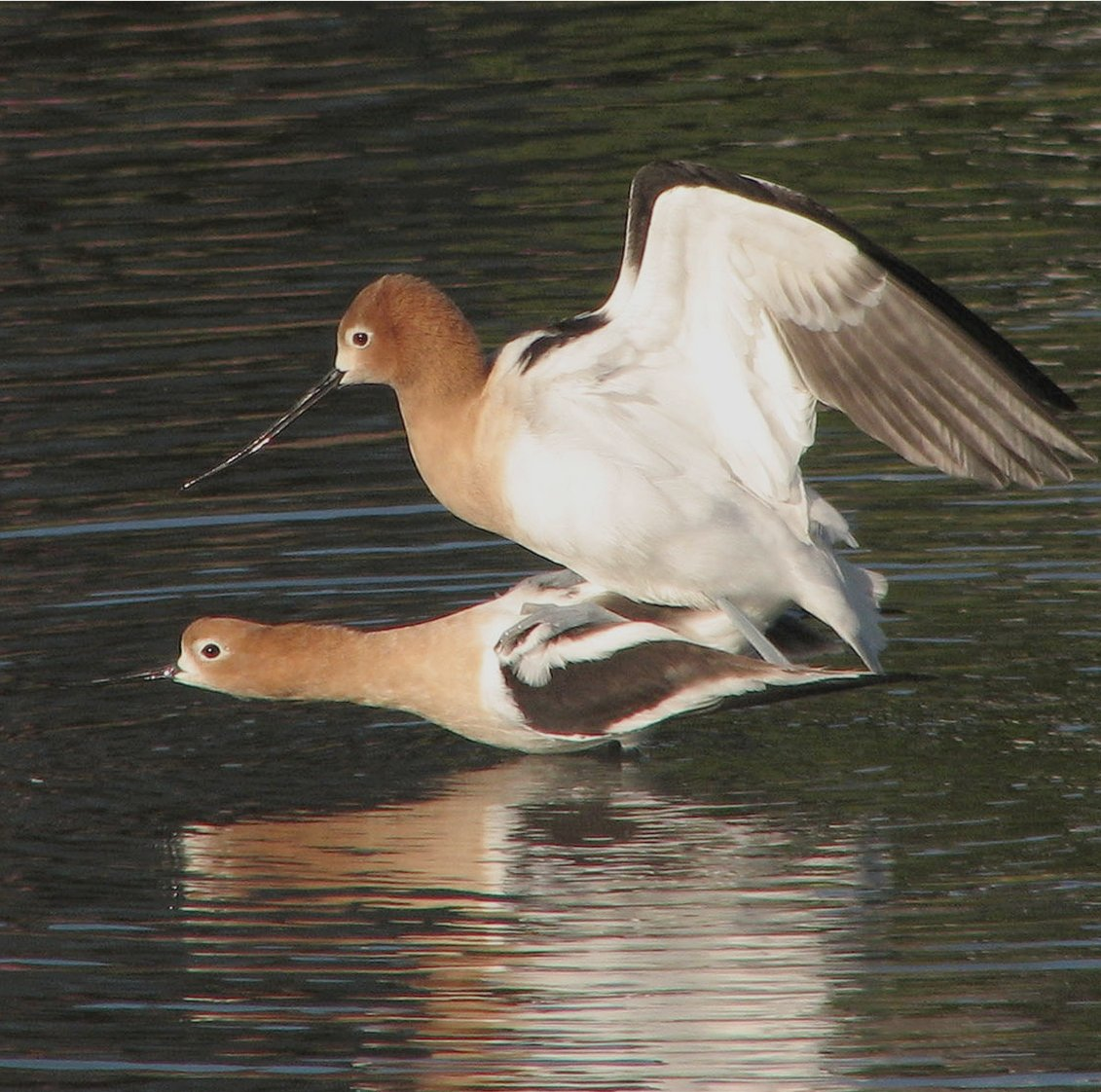
Chim
- Cá thiên đường
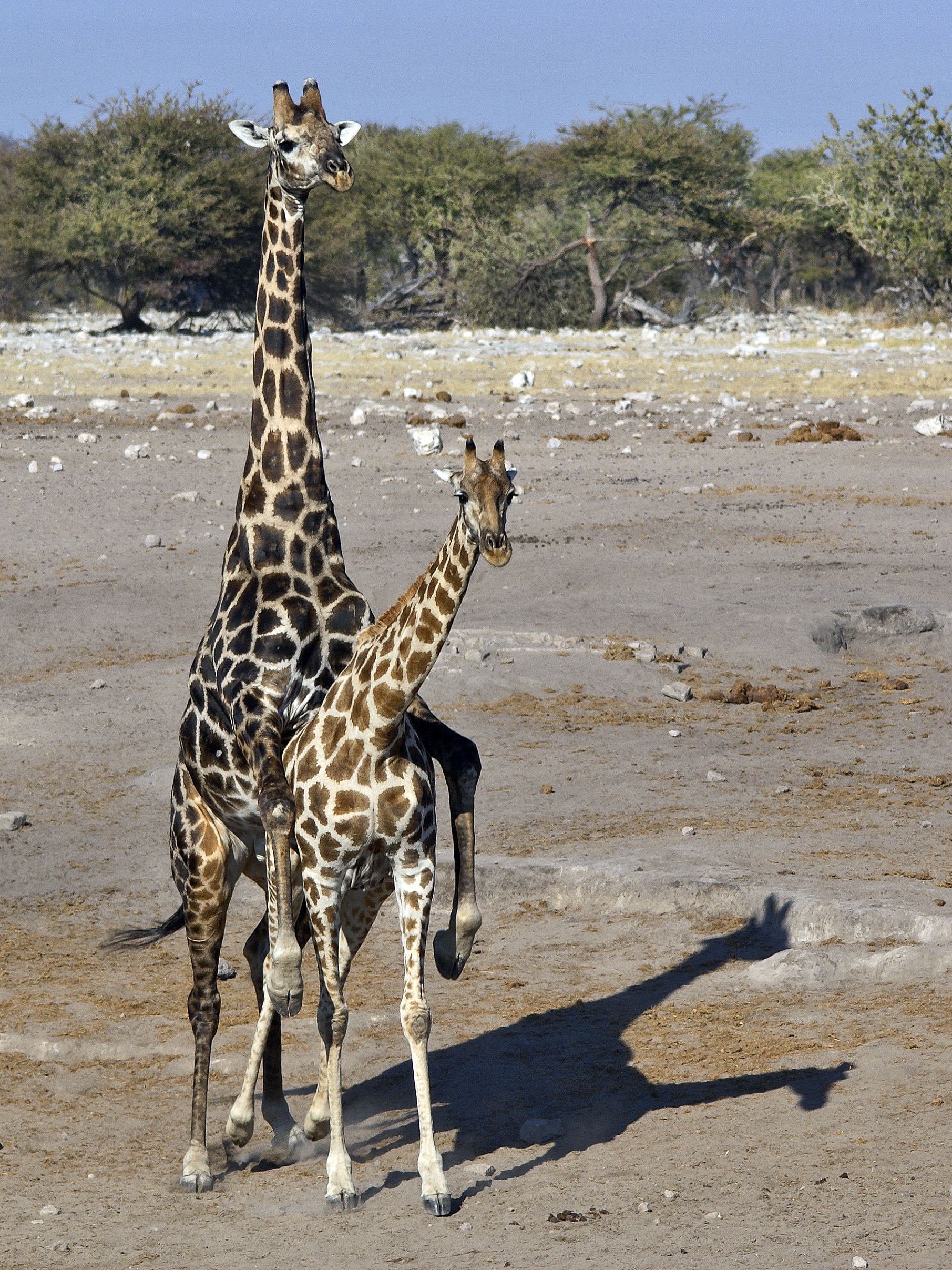
Hươu cao cổ
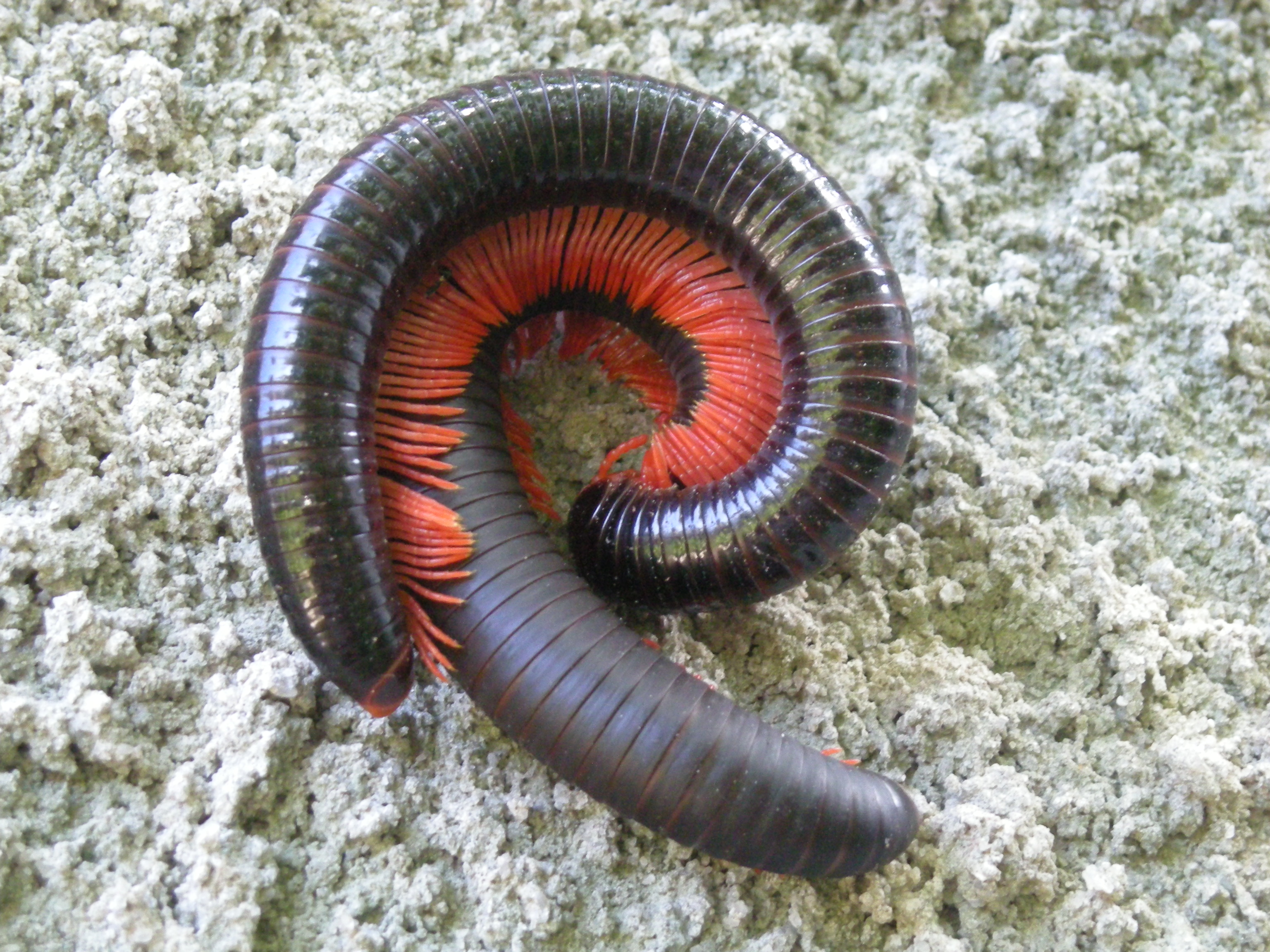
Động vật chân khớp